# 大耳姬鼠
大耳姬鼠（学名：Apodemus latronum）为鼠科姬鼠属的动物，是中国的特有物种。分布于云南西北部、青海南部、四川西部、西藏东部等地，主要生活于山地森林、灌丛。该物种的模式产地在四川康定附近。